# Campuzan
Campuzan település Franciaországban, Hautes-Pyrénées megyében. Lakosainak száma 144 fő (2022. január 1.). Campuzan Puntous, Betpouy, Hachan, Libaros, Puydarrieux és Tournous-Devant községekkel határos.

## Népesség
A település népességének változása:
| Lakosok száma | 171  | 168  | 157  | 151  | 147  | 146  | 142  | 144  |
|               | 2013 | 2015 | 2017 | 2018 | 2019 | 2020 | 2021 | 2022 |